# Никольск (Иркутский район)
Никольск — село в Иркутском районе Иркутской области России. Административный центр Никольского муниципального образования. Находится примерно в 53 км к северу от районного центра.

## Население
| 2002 | 2010  | 2011  | 2012  |
| ---- | ----- | ----- | ----- |
| 1051 | ↗1079 | ↗1086 | ↗1096 |

По данным Всероссийской переписи, в 2010 году в селе проживало 1079 человек (516 мужчин и 563 женщины).